# Saint-Just-Sauvage
Saint-Just-Sauvage är en kommun i departementet Marne i regionen Grand Est (tidigare regionen Champagne-Ardenne) i nordöstra Frankrike. Kommunen ligger i kantonen Anglure som tillhör arrondissementet Épernay. År 2022 hade Saint-Just-Sauvage 1 425 invånare.

## Befolkningsutveckling
Antalet invånare i kommunen Saint-Just-Sauvage
| Referens: INSEE |